# Rovnoholoneurus
Rovnoholoneurus — викопний рід двокрилих комах родини Галиці (Cecidomyiidae). До роду відносять три види, що описані з рівненського бурштину, що знайдений у місті Олевськ Житомирської області в Україні. Рід існував у пізньому еоцені, 37,2-33,9 млн років тому.

## Етимологія
Назва роду Rovnoholoneurus походить від міста Рівне та сучасного роду галиць Holoneurus.

## Види
- Rovnoholoneurus davidi
- Rovnoholoneurus laqueatus
- Rovnoholoneurus miyae